# Бархатта (подокруг)
Бархатта (бенг. বারহাট্টা, англ. Barhatta) — подокруг на северо-востоке Бангладеш в составе округа Нетрокона. Образован в 1905 году. Административный центр — город Бархатта. Площадь подокруга — 221,50 км². По данным переписи 1991 года численность населения подокруга составляла 142 174 человека. Плотность населения равнялась 642 чел. на 1 км². Уровень грамотности населения составлял 23,8 %. Религиозный состав: мусульмане — 86,30 %, индуисты — 13,45 %, христиане — 0,02 %, прочие — 0,15 %.